# Colchicum triphyllum
Colchicum triphyllum là một loài thực vật có hoa trong họ Colchicaceae. Loài này được Kunze miêu tả khoa học đầu tiên năm 1846.